# Markus Witte
Markus Witte (* 1964 in Frankfurt am Main) ist ein deutscher evangelischer Theologe.

## Leben
Witte studierte evangelische Theologie, Judaistik und Altorientalistik an den Universitäten Frankfurt am Main, Erlangen und Marburg, Abschluss mit dem Ersten Theologischen Examen (1990). Nach der Promotion 1993 zum Dr. theol. in Marburg hatte er von 1995 bis 1996 einen Lehrauftrag für das Alte Testament an der Kulturwissenschaftlichen Fakultät der Universität Bayreuth. Nach der Habilitation 1997 für das Fach Altes Testament und Privatdozentur in Marburg absolvierte er von 1997 bis 1998 das Vikariat in der Evangelischen Kirche in Hessen und Nassau, Abschluss mit dem Zweiten Theologischen Examen; Ordination (2002). Von 1998 bis 2000 vertrat er den Lehrstuhl für Altes Testament am Fachbereich Evangelische Theologie an der Universität Frankfurt am Main. Von 2000 bis 2001 war er Heisenberg-Stipendiat der Deutschen Forschungsgemeinschaft. Von 2001 bis 2009 lehrte er als Universitätsprofessor Altes Testament an der Goethe-Universität. Seit 2009 ist er Universitätsprofessor für Altes Testament an der Humboldt-Universität Berlin; daneben leitete er von 2010 bis 2015 das Institut Kirche und Judentum. Seit 2024 versieht er zusammen mit Ruth Conrad das Amt des Berliner Universitätspredigers. Zusammen mit Achim Lichtenberger (Münster) und Katharina Pyschny (Graz) gibt er die Zeitschrift des Deutschen Vereins zur Erforschung Palästinas (ZDPV) heraus. Daneben ist er Vorsitzender der Landeskirchlichen Stiftung für evangelische Theologen ("Hermann Leberecht Strack-Stiftung") und Mitglied im Präsidium der International Society for the Study of Deuterocanonical and Cognate Literature (ISDCL). 
Seine Forschungs- und Arbeitsschwerpunkte sind Literaturgeschichte des Alten Testaments unter besonderer Berücksichtigung der Weisheitsliteratur und des außerkanonischen jüdisch-hellenistischen Schrifttums, Theologie und Anthropologie des Alten Testaments, Geschichte der Erforschung des Alten Testaments und Hebraistik.

## Schriften (Auswahl)
- Vom Leiden zur Lehre. Der dritte Redegang (Hiob 21 – 27) und die Redaktionsgeschichte des Hiobbuches. Berlin 1994, ISBN 3-11-014375-5.
- Philologische Notizen zu Hiob 21 – 27. Berlin 1995, ISBN 3-11-014656-8.
- Die biblische Urgeschichte. Redaktions- und theologiegeschichtliche Beobachtungen zu Genesis 1,1 – 11,26. Berlin 1998, ISBN 3-11-016209-1.
- Das Sprüchebuch. In: Jan Christian Gertz (Hrsg.): Grundinformation Altes Testament. Göttingen 2006, S. 434–445, ISBN 3-8252-2745-6.
- Jesus Christus im Alten Testament. Eine biblisch-theologische Skizze. Berlin 2013, ISBN 978-3-643-50535-4.
- Texte und Kontexte des Sirachbuchs. Gesammelte Studien zu Ben Sira und zur frühjüdischen Weisheit. FAT 98. Tübingen 2015, ISBN 978-3-16-153905-3.
- Hiobs viele Gesichter. Studien zur Komposition, Tradition und frühen Rezeption des Hiobbuches. FRLANT 267. Göttingen 2018, ISBN 978-3-525-55265-0.
- Das Buch Hiob. ATD 13. Göttingen 2021, ISBN 978-3-525-51643-0.
- Von der Weisheit Gottes und der Menschen. Studien zur israelitisch-jüdischen Weisheit. FAT 163, Tübingen 2023, ISBN 978-3-16-162098-0.
- Vom Gott des Lebens. Predigten über Texte aus dem Alten Testament. Mit einer Einführung in seine Bedeutung für Glaube, Theologie und Kirche. Neukirchen-Vluyn 2015, ISBN 978-3-7887-3023-9.
- Gott als Rätsel. Predigten und Gedanken zu biblischen Texten. London 2025, ISBN 978-620-2-44020-2.